# Småtaggig nattkaktus
Småtaggig nattkaktus (Selenicereus spinulosus) är en kaktusart från Mexiko och södra USA. Den odlas som krukväxt och är den art som är lättast att få i blom.

## Beskrivning
Stammarna är klart gröna, klängande till hängande eller krypande, vanligen 1-2 m långa och 2-3 cm breda, de bildar luftrötter. Areolerna är rödaktiga, men senare gråbruna. Taggarna är  6-8 st, ca 1 mm långa, vita till gulaktiga, senare svarta.
Blommorna kommer från areoler nära toppen, de blir 8-14 cm långa och 7-8,5 cm i diameter De slår ut på natten, men hålls ibland öppna i upp till två dagar. Blompipen har taggar, men saknar hår, vilket annars är den vanliga i släktet. De yttre hylleblad är brunaktiga, de inre hylleblad är vita eller rosa. Frukten är gul som mogen, med taggiga areoler.

## Etymology
Spinulosus (lat.) = taggig. Lite underligt namn på en art som har relativt små taggar. 

## Historia
Småtaggig nattkaktus är den tredje arten Selenicereus som upptäcktes och den hittades av Thomas Coulter 1827 i Mexiko. Pyramus de Candolle i Paris gav den sitt första vetenskapliga namn utan att ha sett blommorna. Senare skickade han sticklingar till Berlins botaniska trädgård som fick den i blom 1842.

## Utbredning och habitat
Östra Mexiko: Hidalgo, Rio Tonaltogo, Tamaulipas & USA: sydöstra Texas. 

## Systematik
Selenicereus spinulosus är en mycket varierande art, särskilt när det gäller blommornas storlek. De varierar från 8-15 cm. Arten är närmast besläktade med Selenicereus atropilosus och Selenicereus vagans.

## Odling
Plantor med stammar på ca 1 m kan ge blommor. Odlas i väldränerad, humusrik jord. Placeras i full sol eller lätt silat solljus. Vattnas rikligt under sommaren men förvaras helt torrt vintertid. Vintertemperaturen bör vara 5-10ºC. Hålls plantan för varmt blommar den inte. Knoppbildningen stimuleras av solljus och en ljus placering är särskilt viktig under våren. Rikblommande. 

## Synonymer
Cereus spinulosus de Candolle (1828) Mém. Mus. Hist. Nat. Paris 17:177
Selenicereus spinulosus (de Candolle) Britton & Rose (1909) Contr. U. S. Nat. Herb. 12:43
Selenicereus pseudospinulosus Weingart (1931) Monat. Beutsch. Kakt. -Ges. 2:255 in obs
Selenicereus viridicarpus nom. inval.

## Hybrider
Dessa sorter är hybrider med bladkaktusar och har platta stammar.
- 'Maxwellton' (Beahm 1950). (Disocactus 'Tulip' × S. spinulosus)Medelstor, korallrosa med rosa mittstrimma.
- 'Pimiento' (Sherman E. Beahm 1955) (Disocactus 'Tulip' × S. spinulosus) Medelstora, paprikaröda blommor.
- 'Sacred Ox' (Dr. Robert Poindexter 1943) (S. spinulosus × 'Scarlet Giant') Blomblad vita med gula och rosa yttre blomblad.
- 'Twinkle' (Dr. Robert Poindexter) ('Scarlet Giant' × S. spinulosus) Vidöppna blommor i laxorange.
- 'Tululosa' (Beamh 1947) (S. spinulosus × Disocactus 'Tulip'). Halmorange med lavendelrosa kanter. Nattblommare.